# مني أحمدي
مني أحمدي (بالفارسية: مونا احمدی) هي مؤدية وممثلة إيرانية، ولدت في 1989.